# Tengiz Tedoradze
Tengiz Tedoradze, gru. თენგიზ თედორაძე (ur. 5 lipca 1967 w Batumi) – gruziński zapaśnik oraz zawodnik mieszanych sztuk walki (MMA). Brązowy medalista Mistrzostw Świata oraz Mistrzostw Europy w zapasach z 1993. Jako zawodnik MMA były mistrz m.in. Cage Warriors oraz Cage Rage wagi ciężkiej.

## Kariera sportowa

### Zapasy
W 1986 wygrał Mistrzostwa Europy juniorów do 90 kg. Rok później zdobył złoto na Mistrzostwach Świata. W 1993 już jako senior i reprezentant Gruzji zajął 3. miejsce na Mistrzostwach Europy w kat. 100 kg (styl klasyczny). Jeszcze w tym samym roku ponownie stanął na trzecim stopniu podium w stylu klasycznym podczas Mistrzostw Świata w kat. 100 kg.

### MMA
Po zakończeniu kariery zapaśniczej zaczął startować w MMA. Zawodowo zadebiutował w 2000 na gali RINGS, pokonując Romana Kostiennikowa. W 2002 przegrał z Brazylijczykiem Fabrício Werdumem przez poddanie. Po przegranej z Johnem Thorpe’em w 2002 zanotował serię dwunastu zwycięskich pojedynków, pokonując w tym czasie m.in. Jamesa Thompsona oraz zdobywając pasy mistrzowskie Cage Warriors oraz Ultimate Combat w wadze ciężkiej. Świetną passę Gruzina przerwał Amerykański grappler Jeff Monson, który 18 grudnia 2004 poddał go duszeniem oraz odebrał mu pas mistrzowski Cage Warriors. Jeszcze w tym samym roku przegrał z Antônio Silvą oraz w rewanżu z Monsonem.
4 lutego 2006 został mistrzem Cage Rage Wielkiej Brytanii wagi ciężkiej, nokautując Roberta Berry’ego w 1. rundzie. 18 czerwca tego samego roku, doszedł do finału turnieju wagi otwartej 2 Hot 2 Handle, przegrywając w nim z Dave’em Dalglieshem przez nokaut w 8. minucie starcia. W 2007 ponownie zdobył mistrzostwo Cage Rage, pokonując ówczesnego mistrza Roba Broughtona przez techniczny nokaut w 2. rundzie. Do końca roku stoczył jeszcze dwa zwycięskie pojedynki w Cage Rage, z Erikiem Eschem i w obronie pasa z Mostaphą Al-Turkiem. W latach 2008–2010 zanotował bilans 1-3. Przegrywał m.in. w rewanżu z Jamesem Thompsonem oraz Valentijnem Overeemem.

## Osiągnięcia
Zapasy:
- 1986: Mistrzostwa Europy w zapasach (juniorzy) – 1. miejsce w kat. 90 kg, styl klasyczny
- 1987: Mistrzostwa Świata w zapasach (juniorzy) – 1. miejsce w kat. 100 kg, styl klasyczny
- 1993: Mistrzostwa Europy w zapasach (seniorzy) – 3. miejsce w kat. 100 kg, styl klasyczny
- 1993: Mistrzostwa Świata w zapasach (seniorzy) – 3. miejsce w kat. 90 kg, styl klasyczny
- 1995: Vantaa Painicup – 1. miejsce w kat. 90 kg, styl klasyczny

Mieszane sztuki walki:
- 2004: Mistrz Ultimate Combat w wadze ciężkiej
- 2004: Mistrz Cage Warriors w wadze ciężkiej
- 2006: Brytyjski Mistrz Cage Rage w wadze ciężkiej
- 2006: 2 Hot 2 Handle: Road to Japan – finalista turnieju wagi otwartej
- 2007–2008: Brytyjski Mistrz Cage Rage w wadze ciężkiej